# Опистодом
Опистодом у архитектури је задњи дио храма у ком се обично налазио трезор или ризница храма. У њега су имали приступ само свештеници.